# Псалом 99

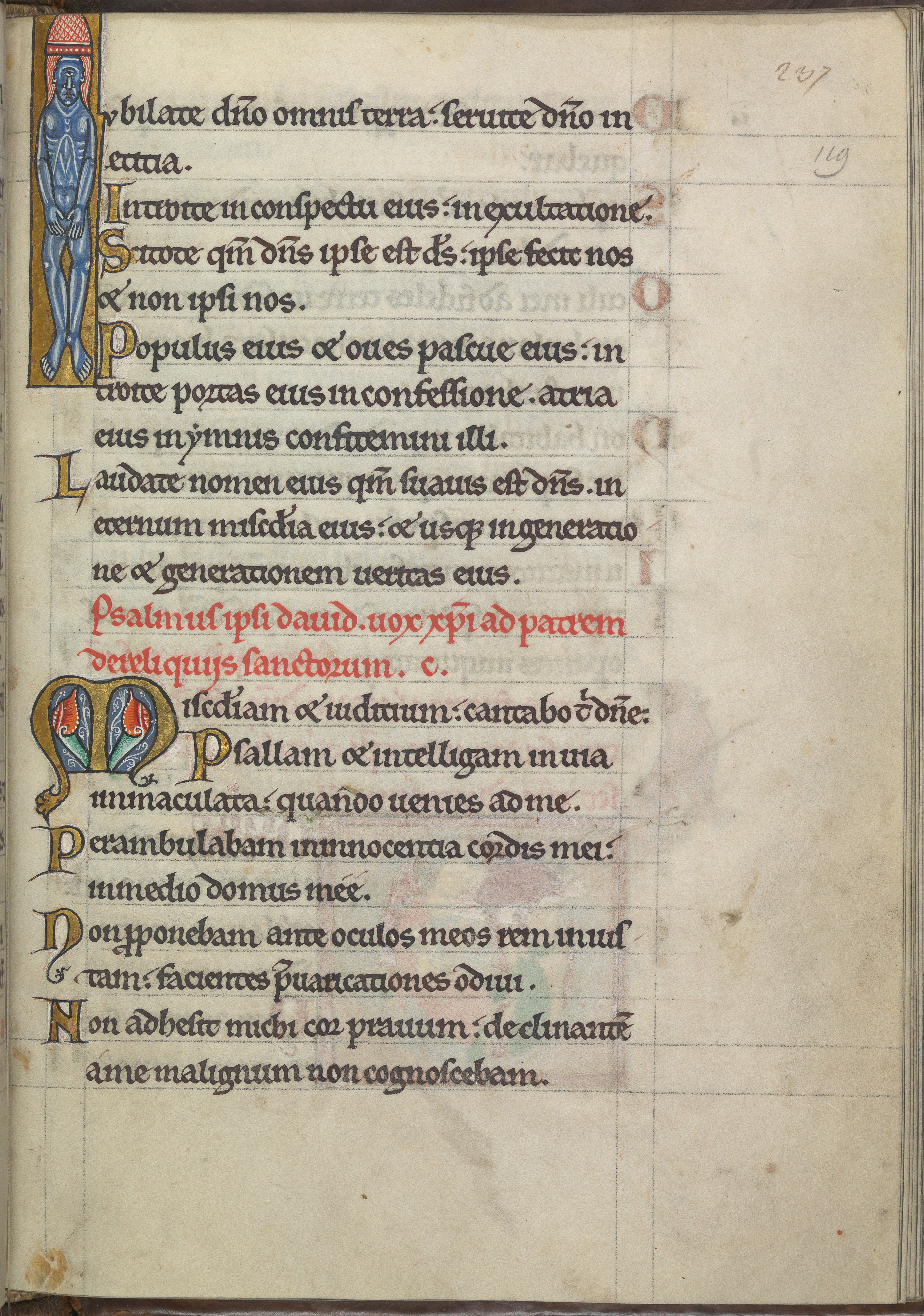
99-й псалом на листе из Псалтири Алиеоноры Аквитанской

Девяно́сто девя́тый псало́м — хвалебный псалом, 99-й псалом из книги Псалтирь (в масоретской нумерации — 100-й). Известен по латинскому инципиту Iubilate Domino omnis terra, «Воскликните Богови вся земля». Автор неизвестен. Синагогальный гимн, который ввиду его широкой известности среди еврейского народа также пели при личном жертвоприношении в Храме по будням в благодарность после избавления от опасности (Лев. 7:11—21). Анализ содержания псалма показывает, что он был сочинён для синагогального богослужения, но позднее приспособлен к жертвоприношению в Храме. Толкователи сходятся во мнении, что 99-й псалом связан с предыдущими восемью псалмами общей темой, начиная с 92-го. С 94-го псалма начинается группа из шести гимнов 94—99, которые распевали левиты в Храме до 99-го псалма включительно.
99-й псалом популярен в протестантизме, который часто исполняют на собраниях. Псалом прост, нет сложных слов, содержит призыв к славлению Бога, который обращён не только к еврейскому народу, но ко всем народам, потому что у всех — один Творец.

## Текст
Псалом состоит из семи призывов (воскликните, служите, идите, познайте, входите, славьте, благословляйте). Радостное восклицание (стих 1), служите Господу с веселием (стих 2 а), идите пред лице Его с пением (стих 2 б), входите во врата Его со славословием (стих 4 а), входите во дворы Его с хвалою (стих 4 б), славьте Его (стих 4 в), благословляйте имя Его (стих 4 г). В еврейском тексте и арамейском переводе указана цель употребления псалма — при жертвоприношении благодарности в Храме, в греческом тексте и церковнославянском переводе причиной написания псалма указано благодарение. В еврейском тексте 3-й стих имеет одно написание, а на полях есть пометка, что согласно преданию, понимать 3-й стих следует иначе.
| Греческий текст                                                                                                  | Церковнославянский перевод греческого текста                                                      | Арамейский перевод греческого текста (таргум)                        | Еврейский текст                                          |
| --- | ------------------------------------------------------------------------------------------------- | -------------------------------------------------------------------- | -------------------------------------------------------- |
| (ψαλμος εις εξομολογησιν) αλαλαξατε τω κυριω πασα η γη                                                           | (псаломъ давиду во исповѣданіе) воскликните богови вся земля                                      | (שבחא על קורבן תודתא) יביבו קדם יהוה כל יתבי ארעא                    | (מזמור לתודה‬) הריעו ליהוה כל הארץ‬                        |
| δουλευσατε τω κυριω εν ευφροσυνη                                                                                 | работайте господеви въ веселіи                                                                    | פלחו קדם יהוה בחדוה                                                  | עבדו את יהוה בשמחה‬                                       |
| εισελθατε ενωπιον αυτου εν αγαλλιασει                                                                            | внидите предъ нимъ въ радости                                                                     | אתו קדמוי בתושבחתא                                                   | באו לפניו ברננה‬                                          |
| γνωτε οτι κυριος αυτος εστιν ο θεος αυτος εποιησεν ημας και ουχ ημεις λαος αυτου και προβατα της νομης αυτου     | увѣдите яко господь той есть богъ нашъ той сотвори насъ а не мы мы же людіе его и овцы пажити его | אודיעו ארום יהוה הוא אלהא הוא עבד יתנא ודיליה אנחנא עמיה ועאן רעיתיה | דעו כי יהוה הוא אלהים הוא עשנו ולא אנחנו עמו וצאן מרעיתו‬ |
| εισελθατε εις τας πυλας αυτου εν εξομολογησει εις τας αυλας αυτου εν υμνοις                                      | внидите во врата его во исповѣданіи во дворы его въ пѣніихъ                                       | עולו בתרעוי באודותא דרתוי בתושבחתא                                   | באו שעריו בתודה חצרתיו בתהלה‬                             |
| εξομολογεισθε αυτω                                                                                               | исповѣдайтеся ему                                                                                 | אודון קדמוי                                                          | הודו לו‬                                                  |
| αινειτε το ονομα αυτου οτι χρηστος κυριος εις τον αιωνα το ελεος αυτου και εως γενεας και γενεας η αληθεια αυτου | хвалите имя его яко благъ господь въ вѣкъ милость его и даже до рода и рода истина его            | בריכו שמיה ארום טב יהוה לעלם טוביה ועד דר ודר הימנותיה               | ברכו שמו כי טוב יהוה לעולם חסדו ועד דר ודר אמונתו‬        |

## Толкование
Псалом содержит хиазм:
а) «воскликните Господу, вся земля»;
а) «служите Господу с веселием»;
б) «идите пред лице Его с восклицанием»;
в) «познайте, что Господь есть Бог, что Он сотворил нас, и мы — Его, Его народ и овцы паствы Его»;
б) «входите во врата Его со славословием, во дворы Его — с хвалою»;
а) «славьте Его»;
а) «благословляйте имя Его, ибо благ Господь: милость Его вовек, и истина Его в род и род».
Надписание
«Псалом хвалебный»
Комментарий профессора Лопухина: в еврейской, греческой и латинской Псалтирях автор псалма не указан в надписании.

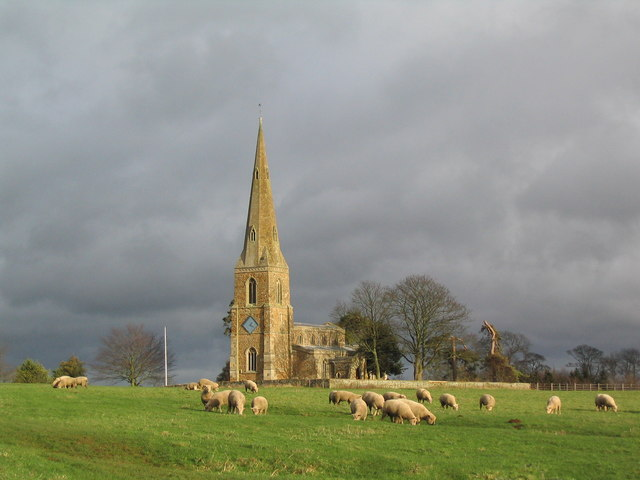

Раши: «„псалом хвалебный“ — чтобы произносить над жертвенными животными благодарения Богу».
Первый стих
«Воскликните Господу, вся земля»
Новая Женевская Библия: призыв обращён ко всем народам.

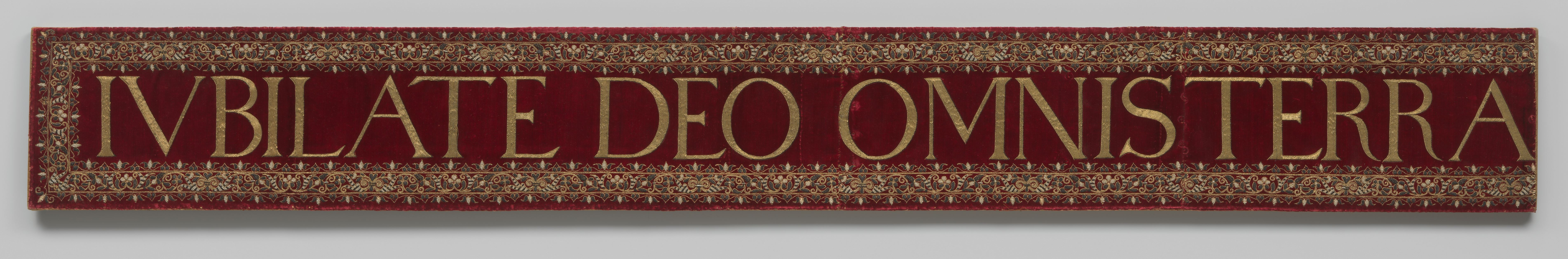
Вышивка антепендиума на латыни 2-го стиха 99-го псалма

Второй стих
«Служите Господу с веселием; идите пред лице Его с восклицанием»
Раши: «„служите Господу с веселием“ — потому что Господь вознаградит служащих Ему, а идолопоклонников их божества не вознаградят».
Комментарий профессора Лопухина: «идите пред лице Его» — идите к Его алтарю с хвалебными гимнами.
Третий стих
«Познайте, что Господь есть Бог, что Он сотворил нас, и мы — Его, Его народ и овцы паствы Его»
Новая Женевская Библия: основная идея псалма заключена в его середине в 3-м стихе.
Раши: «„Он сделал нас, а не…“ — как если бы мы не жили на свете».
Наличествует расхождение в еврейском тексте, в свитке написано «а не» (ולא‎), а читают «и ему» (ולו‎), то есть написано «Бог сделал нас, а не мы, народ Его», а читают «Бог сделал нас, и поэтому-то мы принадлежим Ему».
Четвёртый стих
«Входите во врата Его со славословием, во дворы Его — с хвалою. Славьте Его, благословляйте имя Его»
Раши: «„со славословием“ — с благодарностью».
Пятый стих
«Ибо благ Господь, милость Его вовек, и истина Его в род и род»
Новая Женевская Библия: «ибо благ Господь» — богопознание состоит в познании милосердия Господа, если могуществом Божиим мироздание было сотворено, то милосердием Божиим оно существует; «милость Его вовек» — если Бог отнимет милость Свою от творения, то оно погибнет, поэтому Он — Милосердный.
Раши: «„в род и род“ — всякое упоминание слов „истина“ или „вера“ призваны напомнить, что Бог всегда исполняет Своё обещание».
Еврейский текст употребляет слово «вера», а греческий — «истина».

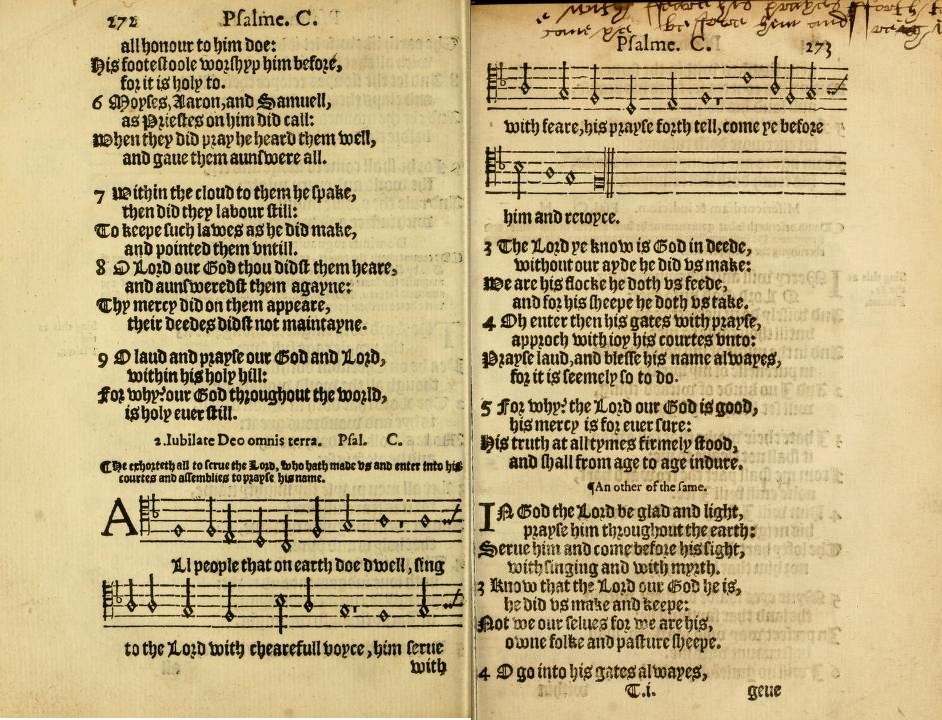
«Old Hundredth» — популярный гимн из старой версии Псалтири (Psalms by Sternhold and Hopkins) Англиканской церкви. Псалом надписан латинским инципитом Iubilate Domino omnis terra

## Богослужебное использование
Католицизм
По Уставу святого Бенедикта 99-й псалом поют на вечерне воскресенья.
Англиканство
Псалом пели на лаудах в качестве замены Benedictus.
Православие
99-й псалом полностью поют во время Великого поста, на утрени до отдания праздника Богоявления, в Благовещение на утрени. Отдельные стихи псалма поют по разным случаям.
99:3 «познайте, что Господь есть Бог, что Он сотворил нас, и мы — Его, Его народ и овцы паствы Его» произносят в молебне во время губительного поветрия и смертоносной заразы.
Иудаизм
99-й псалом произносят по будням в начале утреннего богослужения.
99:3 «познайте, что Господь есть Бог, что Он сотворил нас, и мы — Его, Его народ и овцы паствы Его» в покаянной молитве «Ашамну» перефразировано «что праведны мы, и не согрешили».
99:4 «входите во врата Его со славословием, во дворы Его — с хвалою, славьте Его, благословляйте имя Его» поют в Слихот поста Гедалии.
99:5 «ибо благ Господь, милость Его вовек, и истина Его в род и род» поют в Слихот Йом-кипура.

## Рецепция
Литература
| Земнии вси Богу восклицайте, в веселии Ему работайте. Во храм Его в радости внидите, яко Господь есть Бог наш, ведите. Он нас созда, никто есть собою, яко овцы пасет ны рукою. Во храм Его с хвалою входите, в дворы Его в пениих тецыте. Имя Его святое хвалите, благодарну песнь Ему несите. Яко благ есть, милость Его вечна, и истина живет безконечна. Симеон Полоцкий, «Псалтирь рифмотворная», 1678 | Богу, вся земля воскликни; Го́споду всякъ работа́ть Въ васъ съ веселiемъ здѣсь вникни; Въ радости предъ Нимъ долгъ стать. Что-Го́сподь, есть Богъ намъ, знайте; Онъ, не мы, созда́лъ всѣхъ насъ: Люди мы Его, внимайте; О́вцы паствъ Его всякъ часъ. Во врата Его входи́те Съ благодарствiемъ Ему; Съ пѣсньми во дворы грядите, И съ хвало́й-еще ктому. Всѣ тамъ прославляйте Бога, Имя вознося Его; Благъ Господь, и Милость многа, Въ роды истинна Того. В. К. Тредиаковский, 1753 | Воскликни Господу вся радостна земля; Онъ создалъ миръ, И миромъ правитъ: А мы его народъ: Благословенъ Господь ты буди въ родъ и родъ. А. П. Сумароков, 1787 |